# Mistrovství světa v zápasu řecko-římském 1905
Mistrovství světa v zápasu řecko-římském proběhlo v Berlíně, Německo v roce 1905. 

## Výsledky
| Kategorie  | Zlato                | Stříbro       | Bronz          |
| ---------- | -------------------- | ------------- | -------------- |
| do 68 kg   | Theodor Schibilski   | Max Beeskow   | Eugen Kissling |
| do 80 kg   | Albert Hein          | Gustav Hede   | Matthias Hartl |
| nad +80 kg | Søren Marinus Jensen | Georg Altmann | Paul Moldt     |